# Admitanță
În electrotehnică, admitanța este o mărime fizică ce caracterizează un circuit electric de curent alternativ și care este raportul dintre valorile eficace ale intensității și tensiunii aplicate:
{\displaystyle \mathbf {Y} ={\frac {I}{U}}.}
Este inversul impedanței:
{\displaystyle \mathbf {Y} ={\frac {1}{\mathbf {Z} }}.}
Unitatea de măsură în Sistemul internațional de unități este siemensul.
| Unități SI în electromagnetism | Unități SI în electromagnetism                                            | Unități SI în electromagnetism | Unități SI în electromagnetism | Unități SI în electromagnetism  |
| Simbol mărime                  | Mărime electrică                                                          | Unitate de măsură (UM)         | Simbol UM                      | Transformare în UM fundamentale |
| ------------------------------ | ------------------------------------------------------------------------- | ------------------------------ | ------------------------------ | ------------------------------- |
| I                              | Intensitatea curentului electric                                          | amper                          | A                              | A = W/V = C/s                   |
| q                              | Cantitate de electricitate                                                | coulomb                        | C                              | A·s                             |
| U                              | Diferență de potențial; Forță electromotoare                              | volt                           | V                              | J/C = kg·m2·s−3·A−1             |
| R, Z, X                        | Rezistență, Impedanță, Reactanță                                          | ohm                            | Ω                              | V/A = kg·m2·s−3·A−2             |
| ρ                              | Rezistivitate                                                             | ohm metru                      | Ω·m                            | kg·m3·s−3·A−2                   |
| P                              | Putere electrică                                                          | watt                           | W                              | V·A = kg·m2·s−3                 |
| C                              | Capacitate electrică                                                      | farad                          | F                              | C/V = kg−1·m−2·A2·s4            |
|                                | Elastanță                                                                 | 1 / farad                      | F−1                            | V/C = kg·m2·A−2·s−4             |
| ε                              | Permitivitate                                                             | farad pe metru                 | F/m                            | kg−1·m−3·A2·s4                  |
| χe                             | Susceptibilitate electrică                                                | (adimensional)                 | -                              | -                               |
| G, Y, B                        | Conductanță, Admitanță, Susceptanță                                       | siemens                        | S                              | Ω−1 = kg−1·m−2·s3·A2            |
| σ                              | Conductivitate                                                            | siemens pe metru               | S/m                            | kg−1·m−3·s3·A2                  |
| H                              | Câmp magnetic, Intensitatea câmpului magnetic                             | amper pe metru                 | A/m                            | A·m−1                           |
| Φm                             | Flux magnetic                                                             | weber                          | Wb                             | V·s = kg·m2·s−2·A−1             |
| B                              | Densitatea fluxului magnetic, Inducție magnetică, Forța câmpului magnetic | tesla                          | T                              | Wb/m2 = kg·s−2·A−1              |
|                                | Reluctanță                                                                | amper pe weber                 | A/Wb                           | kg−1·m−2·s2·A2                  |
| L                              | Inductanță                                                                | henry                          | H                              | Wb/A = V·s/A = kg·m2·s−2·A−2    |
| μ                              | Permeabilitate                                                            | henry pe metru                 | H/m                            | kg·m·s−2·A−2                    |
| χm                             | Susceptibilitate magnetică                                                | (adimensional)                 | -                              | -                               |